# Энсенада (муниципалитет)
Энсенада (исп. Ensenada) — муниципалитет в Мексике, штат Нижняя Калифорния, с административным центром в одноимённом городе. Численность населения, по данным переписи 2020 года, составила 443 807 человек.

## Общие сведения
Название Ensenada с испанского языка переводится как бухта, было дано административному центру по месту его расположения.
Площадь муниципалитета равна 53139 км², что составляет 74,1 % от площади штата, а наивысшая точка — 1757 метров, расположена в поселении Лагуна-Сека.
Он граничит с другими муниципалитетами Нижней Калифорнии: на севере с Плаяс-де-Росарито, Тихуаной, Текате, на востоке с Мехикали и Сан-Фелипе, на юге с Сан-Кинтином, а на западе омывается водами Тихого океана.

## Учреждение и состав
Муниципалитет был образован 16 января 1952 года, в его состав входит 1688 населённых пунктов, самые крупные из которых:
| Код INEGI                  | Населённый пункт                                                                                          | Численность населения (2005 год) | Численность населения (2010 год) | Численность населения (2020 год) |
| -------------------------- | --- | -------------------------------- | -------------------------------- | -------------------------------- |
| 001                        | Всего | 413481                           | 466814                           | 443807                           |
| 0001                       | Энсенада (исп. Ensenada) 31°48′32″ с. ш. 116°35′42″ з. д. (административный центр)                        | 260075                           | 279765                           | 330652                           |
| 0139                       | Родольфо-Санчес-Табоада (исп. Rodolfo Sánchez Taboada (Maneadero)) 31°43′25″ с. ш. 116°34′17″ з. д.       | 15814                            | 22957                            | 27969                            |
| 0247                       | Эль-Саусаль-де-Родригес (исп. El Sauzal de Rodríguez) 31°53′46″ с. ш. 116°41′55″ з. д.                    | 8641                             | 8832                             | 11371                            |
| 2183                       | Буэна-Виста (Эль-Соррильо) (исп. Rancho Cañón Buena Vista (El Zorrillo)) 31°40′16″ с. ш. 116°30′50″ з. д. | 5072                             | 6598                             | 8522                             |
| 0243                       | Сан-Висенте (исп. San Vicente) 31°19′36″ с. ш. 116°15′01″ з. д.                                           | 3951                             | 4362                             | 5068                             |
| 0114                       | Франсиско-Сарко (исп. Francisco Zarco (Valle de Guadalupe)) 32°05′49″ с. ш. 116°34′46″ з. д.              | 2891                             | 2664                             | 4334                             |
| 0857                       | Сан-Кинтин (исп. San Quintín) 30°33′37″ с. ш. 115°56′33″ з. д.                                            | 5021                             | 4777                             | перешёл в новый муниципалитет    |
| —                          | Прочие | 112016                           | 136859                           | 55891                            |
| Названия на карте Генштаба | |                                  |                                  |                                  |

## Экономическая деятельность
По статистическим данным 2000 года, работоспособное население занято по секторам экономики в следующих пропорциях:
- сельское хозяйство и скотоводство — 16,3 %;
- промышленность и строительство — 27 %;
- сфера услуг и туризма — 53,1 %;
- безработные — 3,6 %.

## Инфраструктура
По статистическим данным 2010 года, инфраструктура развита следующим образом:
- электрификация: 97,1 %;
- водоснабжение: 91,4 %;
- водоотведение: 83,4 %.

## Туризм
В муниципалитете существует множество памятников и монументов, а также три музея, в которых проводятся исторические и научные экспозиции.